# Junta militar de Honduras (1956-1957)
A Junta Militar de 1956-1957 foi um triunvirato militar constituído após um golpe militar pacífico contra o impopular presidente Julio Lozano Díaz em 1956.
Em 1956, o presidente em exercício Julio Lozano Díaz venceu as eleições presidenciais, porém seu objetivo era permanecer no poder como ditador, razão pela qual em 21 de outubro do mesmo ano, foi deposto por uma junta militar que foi formada por um triunvirato  de oficiais das Forças Armadas de Honduras:
- General de Infantaria Roque Jacinto Rodríguez Herrera (1898-1981); que atuou como Diretor da Academia Militar de Honduras "General Francisco Morazán";
- Coronel da Aviação Héctor Caraccioli Moncada (1922-1975), Chefe da Força Aérea de Honduras; e
- Prefeito e Engenheiro Roberto Gálvez Barnes (1925-1996), que foi ministro no gabinete de Julio Lozano Díaz.[3]

Depois de muitos meses de governo, problemas na junta militar começaram, provocando a sua reorganização. 
A junta militar ordenou, assim, em 21 de agosto de 1957 a convocação de eleições para uma Assembleia Nacional; e em 16 de novembro de 1957, o Major Roberto Gálvez Barnes, decide deixar o triunvirato e, em seu lugar o sucede o tenente-coronel Oswaldo López Arellano, que por sua vez serviu como ministro da Defesa. Mais tarde, o general Roque Jacinto Rodríguez Herrera é retirado da junta por unanimidade.
Em 21 de dezembro de 1957, a junta militar entrega a Ramón Villeda Morales, a Presidência da República de Honduras, depois de ter vencido as eleições nacionais convocadas.